# Sacco di Buchan
Il sacco di Buchan fu un episodio delle guerre d'indipendenza scozzesi che avvenne a fine maggio del 1308, a seguito della battaglia di Inverurie del 23 maggio di quello stesso anno. L'area di Buchan, nel nordest della Scozia, all'epoca governata dal Clan Comyn, venne posta a ferro e fuoco su ordine di Roberto I di Scozia e di suo fratello Edward, immediatamente dopo il successo dello scontro di Inverurie.

## La campagna di Robert Bruce
Dopo la sconfitta nella battaglia di Barra del maggio del 1308, re Roberto I di Scozia ed i suoi uomini diedero la caccia a John Comyn, conte di Buchan, sino al castello di Fyvie. Questa era una potente fortezza che bloccò anche l'esercito scozzese. Re Roberto diede quindi l'ordine a suo fratello Edward di far sfogare gli uomini sulla distruzione della contea di Buchan, devastando castelli e villaggi, ed andando a colpire nello specifico il castello di Slains, il castello di Rattray ed il castello di Dundarg. Dopo la sconfitta di Barra, John Comyn si portò in Inghilterra.
Edward Bruce procedette per diversi mesi all'inseguimento del conte di Buchan e dei suoi uomini, uccidendo quanti si opponevano al governo regio, distruggendo inoltre molti magazzini di viveri, appropriandosi di rifornimenti e riducendo i castelli locali ad ammassi di rocce. Distruggendo il principale centro di potere di lord Comyn, re Roberto intendeva privarlo di ogni possibilità di nuocergli in futuro. Dopo il completamento delle devastazioni, nel giugno del 1308, re Roberto rivolse la sua attenzione al castello di Aberdeen al quale pose assedio distruggendolo.

## Conseguenze
I Comyn avevano governato Buchan per quasi un secolo, dal 1214, quando William Comyn aveva ottenuto il titolo da sua moglie. Le distruzioni operate dagli scozzesi furono tali che l'area non si riprese mai più come prima e mai osò ribellarsi ulteriormente ai sostenitori di re Roberto I. Dopo trent'anni il successore di John Comyn alla contea, Enrico di Beaumont, tornò ad amministrare l'area. Tra il 1333 ed il 1334, fece riparare il castello di Dundarg che Roberto I aveva fatto distruggere nel corso del sacco di Bucan, ma questo fu nuovamente assediato e distrutto da Sir Andrew Murray di Bothwell nel dicembre del 1336.